# Échevin (Paris)
Pour les articles homonymes, voir Échevin (homonymie).

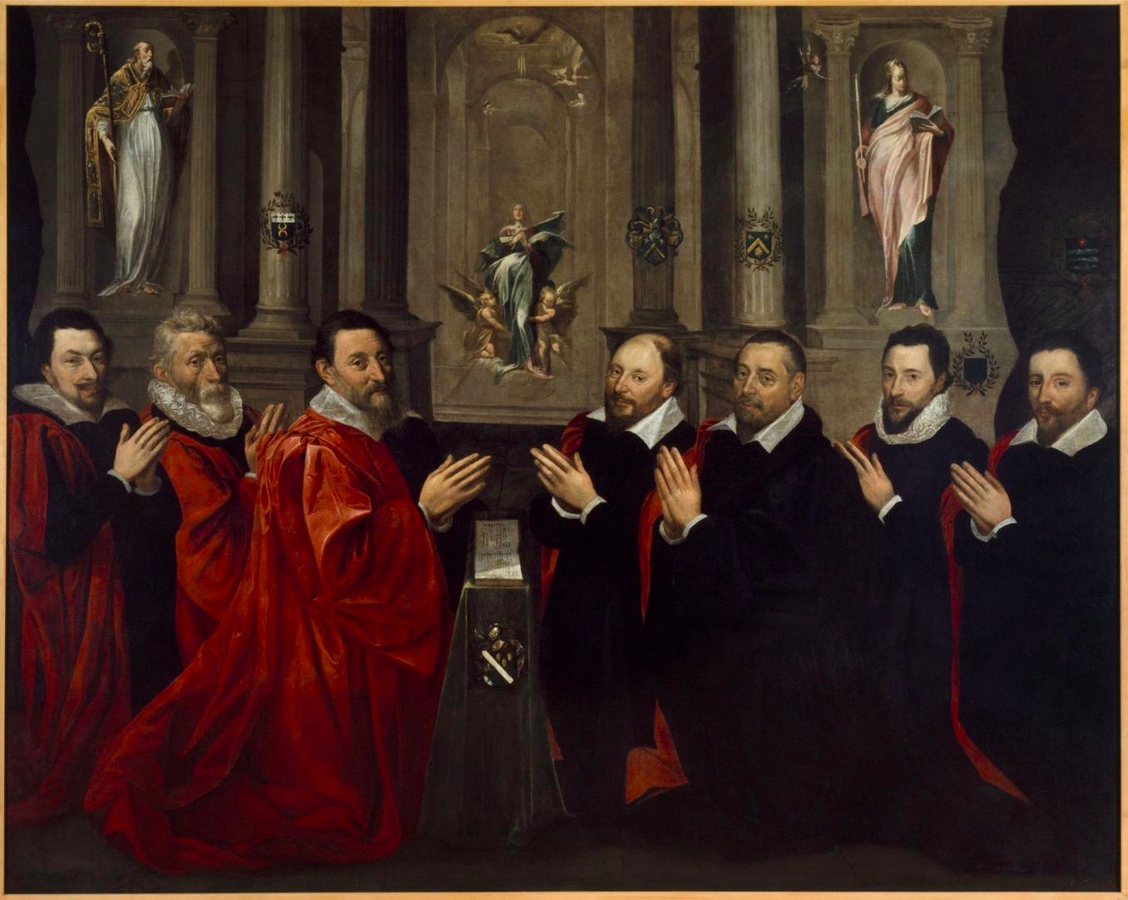
Le prévôt des marchands et les échevins de la ville de Paris (1611).

Sous l'Ancien Régime, les échevins de Paris étaient les assesseurs du prévôt des marchands et siégeaient avec lui à l'Hôtel de ville. On procédait à l'élection de deux échevins le lendemain de l'Assomption, le 16 août, ces échevins devaient être natifs de Paris.

## Liste des échevins de Paris[2],[3],[4]

### Au XVIIIe siècle
- 1701 : Claude de Santeul, Claude Guillebon.
- 1702 : Michel Boutet, Hugues Desnots.
- 1703 : François Lay, François Regnard.
- 1704 : Joseph Bellier, Antoine Baudin.
- 1705 : Antoine Melin, Henri Boutet.
- 1706 : Guillaume Scourjon, Nicolas Denis.
- 1707 : Etienne Perichon, Jacques Pyart.
- 1708 : Michel Blouin, Philippe Regnault.
- 1709 : Pierre Chauvin, Claude Le Roy.
- 1710 : Louis Hazon, Jacques Brillon.
- 1711 : Nicolas Tardif, Charles Baudoin.
- 1712 : Louis Boiseau, Louis Duranz.
- 1713 : Bernard Bonnet, François Coüet de Montbayeux.
- 1714 : Jacques de Beyne, Guillaume de Laleu.
- 1715 : Simon Fayolle, Damien Foucault.
- 1716 : Antoine de Sèvre, Pierre Hüet.
- 1717 : Jean Gaschier, Pierre Masson.
- 1718 : Henri de Rosnel, Paul Ballin.
- 1719 : Pierre Sautreau, Jean-Jacques Belichon.
- 1720 : Jean Denis, Louis Chauvin.
- 1721 : Jacques Roussel, Antoine Sautreau.
- 1722 : Jean du Quesnoy, Jean Sauvage.
- 1723 : Etienne Laurent, Mathieu Goudin.
- 1724 : Jean Hébert, François Bouquet.
- 1725 : Jacques Corps, Nicolas Maheu.
- 1726 : Claude Sauvage, François Boulduc.
- 1727 : Philipe Legras, François Maultrot,
- 1728 : Jean Remy, Etienne Le Roy.
- 1729 : René Mesnil, Nicolas Bernier.
- 1730 : René Rossignol, Léonor Lagneau.
- 1731 : Louis Pelet, Joseph Geoffroy.
- 1732 : Henri Millon, Philippe Lefort.
- 1733 : Claude Fauconnet de Vildé, Augustin Josset.
- 1734 : Claude Petit, Jean-Baptiste de Santeul.
- 1735 : Jean-Baptiste Tripart, François Touvenot.
- 1736 : Jacques Coucicault, Charles Levesque.
- 1737 : Henri Véron, Louis Meny.
- 1738 : Louis Le Roy de Feteuil, Thomas Germain.
- 1739 : Joseph Sainfray, Michel Lenfant.
- 1740 : Léonor Lagneau, Pierre Darlu.
- 1741 : André Germain, Yves de Bougainville.
- 1742 : Jean-Baptiste Hurel, Belichon.
- 1743 : Claude Baizé, Jean Pierre, Yves de Bougainville.
- 1744 : Claude Sauvage, Charles Hüet.
- 1745 : François Duboc, Marguerin Brion.
- 1746 : Joseph Lhomme, Jacques Bricault.
- 1747 : Hilaire Triperet, Dominique Crestiennot.
- 1748 : André de Santeul, Denis Cochin.
- 1749 : Michel Ruelle, Charles Allen.
- 1750 : Maximilien Gaucherel, Nicolas Bontemps.
- 1751 : Daniel Gillet, Denis Mirey.
- 1752 : Eléonor de la Frenaye, Philippe Andrieux de Maucreux.
- 1753 : Paschalis Desbaudotes, François Caron.
- 1754 : Jean Stocart, Pierre Gillet.
- 1755 : François Quesnon, François Mettra.
- 1756 : Denis Lempereur, Claude Tribard.
- 1757 : François Brallet, Jean-Baptiste Vernay.
- 1758 : Olivier Boutray, Jean André.
- 1759 : Pierre Le Blocteur, Denis Chomel.
- 1760 : Julie Darlu, Jean Boyer de Saint-Leu.
- 1761 : Louis Mercier, Jean Babille.
- 1762 : Pierre Devarenne, Deshayes.
- 1763 : Denis Poultier, Daniel Phelippes de la Marnière.
- 1764 : Michel Martel[110],[Note 1], Alexis Gauthier de Rougemont.
- 1765 : Paul Larsonnyer, Jacques Merlet.
- 1766 : Hubert Bigot, Guillaume Charlier.
- 1767 : Clément Viellard, Boucher d'Argis.
- 1768 : Antoine de Lens, Louis Raymond de la Rivière.
- 1769 : François Sarazin, Claude Basly.
- 1770 : Louis Cheval de Saint-Hubert, Nicolas Piat.
- 1771 : Thomas Bellet, René Viel.
- 1772 : Dominique Sprole, Bernard Quatremère de L'Epine.
- 1773 : Richard Boucher, Isaac Estienne.
- 1774 : Etienne Vernay de Chédeville, François Trudon.
- 1775 : Nicolas Roettiers de Latour, Pierre Angelesme de Saint-Sabin.
- 1776 : Denis Levé; Gabriel Chapus de Malassis.
- 1777 : François Daval, Pierre Guyot (de La Pommeraye).
- 1778 : Jacques Chauchat, Balthazar Incelin.
- 1779 : André Pochet, Jacques Blacque.
- 1780 : Charles Richer, Toussaint de la Bordenave.
- 1781 : César Famin, Edouard Magimel.
- 1782 : Philippe Desvaux, Jacques Pelé.
- 1783 : Jean Mercier, François Cosseron.
- 1784 : François Mitouart, Nicolas Pigeon.
- 1785 : Pierre Goblet, Denis de La Voiepierre.
- 1786 : Jean-Baptiste Guyot, Jean-Baptiste Dorival.
- 1787 : Jean-Baptiste Buffault, Barnabé Sageret.
- 1788 : Joseph Vergne, André Rouen.